# Bistum Foligno
Das Bistum Foligno (lat.: Dioecesis Fulginatensis, ital.: Diocesi di Foligno) ist eine in Italien gelegene römisch-katholische Diözese mit Sitz in Foligno.

## Geschichte
Das Bistum wurde im 1. Jahrhundert errichtet und dem Heiligen Stuhl direkt unterstellt. Am 15. August 1972 wurde das Bistum Foligno dem Erzbistum Perugia-Città della Pieve als Suffraganbistum unterstellt.
Am 26. Juni 2021 verfügte Papst Franziskus die Vereinigung des Bistums Foligno in persona episcopi mit dem Bistum Assisi-Nocera Umbra-Gualdo Tadino. Bischof der so vereinigten Bistümer wurde der bisherige Bischof von Assisi-Nocera Umbra-Gualdo Tadino, Domenico Sorrentino.

## Einzelnachweise

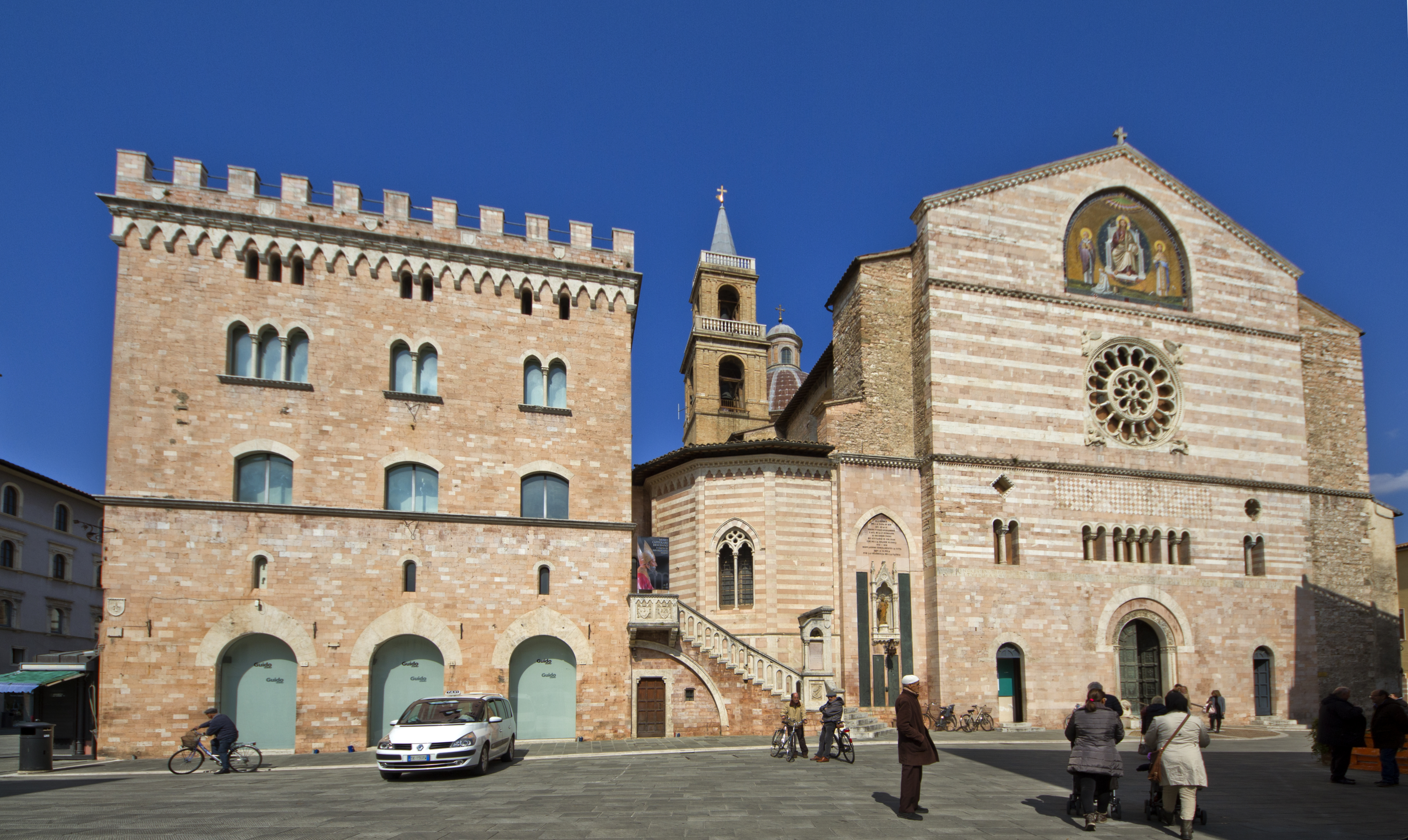
Kathedrale San Feliciano in Foligno